# 야나기 다카히로
야나기 다카히로(일본어: 柳 貴博, 1997년 8월 5일 ~ )는 일본의 축구 선수로 현재 FC 류큐에서 수비수로 뛰고 있다.

## 구단 경력
그는 2016년부터 J리그의 FC 도쿄, 몬테디오 야마가타, 베갈타 센다이, 홋카이도 콘사돌레 삿포로, 아비스파 후쿠오카, FC 류큐에서 뛰었다.

## 국가대표팀 경력
그는 2018년 AFC U-23 축구 선수권 대회에 참가할 일본 U-23 국가대표팀에 발탁되었다.